# Lepisorus morrisonensis
Lepisorus morrisonensis är en stensöteväxtart som först beskrevs av Bunzo Hayata, och fick sitt nu gällande namn av H. Itô. Lepisorus morrisonensis ingår i släktet Lepisorus och familjen Polypodiaceae. Inga underarter finns listade.